# First Division 1912/1913
Dvacátý pátý ročník First Division (1. anglické fotbalové ligy) se konal od 2. září 1912 do 30. dubna 1913.
Sezonu vyhrál již popáté ve své klubové historii Sunderland, který vyhrál po jedenácti letech. Nejlepším střelcem se stal hráč Sheffield Wednesday David McLean který vstřelil 30 branek.